# 美国援华志愿航空队

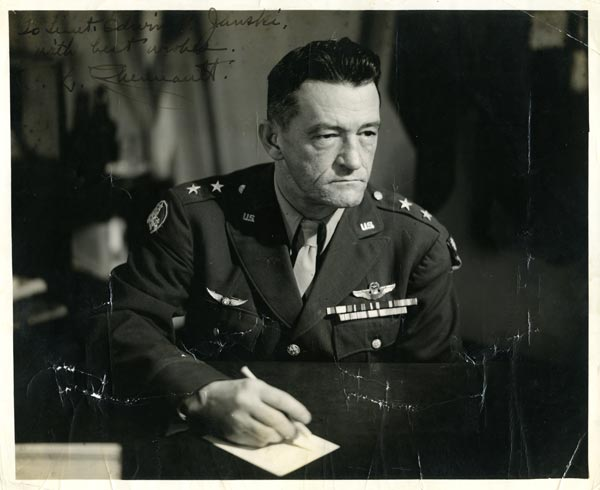
陈纳德(1893–1958)肖像照

美国援华志愿航空队是抗日战争时期美国政府派遣的援助国民政府抗日的军事志愿者。其第一大队被称为飞虎队。

## 历史
1941年4约，为了援助中国国民政府并向日本施压，富兰克林·罗斯福总统授权成立一支秘密“特种空军部队”（Special Air Unit），由三个装备美国飞机的作战大队（combat group）组成，并由从美国陆军、海军和海军陆战队招募飞行员和技术人员编入该部在中国服役。蒋介石的空军顾问陈纳德和罗斯福的白宮的年轻的经济学家劳克林·居里设想组建一支由500架美国人驾驶的战斗机组成的小型空军部队，但最终数量减少至200架战斗机和66架轻型轰炸机。

## 第一志愿大队

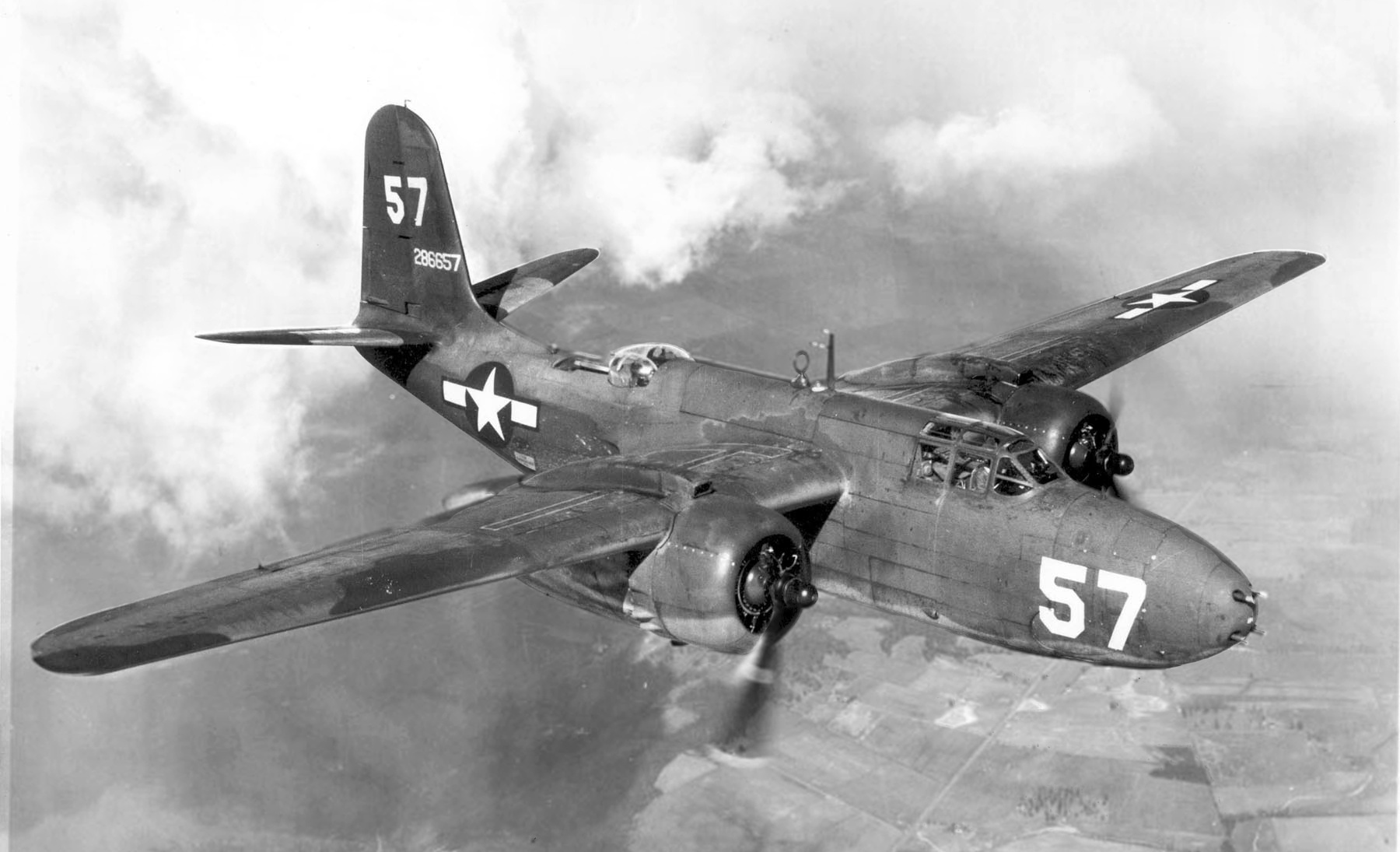
道格拉斯 DB-7 (A-20)轰炸机。

1941年4月15日开始招募第一个美国志愿大队，当时罗斯福总统签署了一项未公开的行政命令。参加援华志愿航空队的人员在服役一年后将可以重新加入美国军队，且不会丧失连续计算的军籍。通过说服英国政府以后接收更多的更先进批次P-40作为交换，从柯蒂斯-萊特公司获得了总共100架P-40B，机头下部涂装成排的鲨鱼牙齿和中国国民党的蓝白五角星。1941年11月，在缅甸的英军仰光明加拉东军用机场集结进行训练，在那里组建了三个中队并建立了司令部。第一个中队于9月抵达，共有16架布法罗战斗机，成军后迁往昆明。第三中队于12月12日带18架战斧战斗机抵达。日本入侵缅甸后，1941年12月23日日军一个双引擎轰炸机中队袭击了明加拉东机场，造成17人死亡，炸毁了操作室，炸毁了跑道，并摧毁了地面上的许多飞机。美国志愿航空队第三中队的战斧战斗机击落了日军15架轰炸机中的5架。飞虎队第三中队与英国皇家空军并肩作战，保卫仰光。1942年1月和2月，从明加拉东争夺缅甸南部的领空的空战中，英国皇家空军和美国志愿航空队在数量上远远落后于日本陆军航空队，但坚持到日军地面部队的快速推进迫使盟军从缅甸南部撤退。1942年3月初英国皇家空军和美国志愿航空队幸存的盟军飞机从仰光明加拉东机场转移到以北300英里的马圭机场。日军很快占领了明加拉顿机场、毛淡棉机场和勃固机场，并很快在前线部署了270架飞机。马圭机场也没有守住。1942年3月22日上午日军出动了85架飞机，下午出动了94架飞机，猛烈袭击马圭机场造成了无法修复的破坏，迫使剩余的适航战斗机和轰炸机飞往缅甸北部或实兑机场。
在陈纳德的指挥下，飞虎队因保卫缅甸和中国而闻名。1942年3月，美国政府决定解散飞虎队，并由美国陆军航空队(AAF)第23战斗机大队取代。原有的第1、2、3中队改称第74、75、76战斗机中队，又从驻印度的第十航空队抽调第16战斗机中队，从北非调第449战斗机中队、第118侦察机中队等编入第23战斗机大队。只有5名飞虎队飞行员选择继续加入 AAF。在第23战斗机大队组建完成之前，1942年7月5日开始使用美军中国特遣航空队名义（The China Air Task Force, CATF），指挥第74（昆明）、75（衡阳）、76（桂林）战斗机中队。

## 第二志愿大队

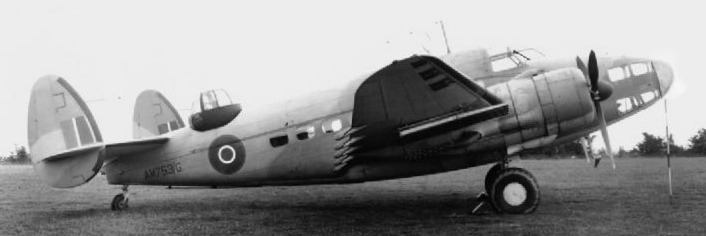
洛克希德·哈德遜(A-28)轟炸機

1941年秋，第二美国志愿军大队装备了33架洛克希德·哈德遜(A-28)轟炸機和33架道格拉斯 DB-7 (A-20)轰炸机，这些轰炸机最初是为英国制造的，但作为租借法案的一部分被美国陆军航空队采购。1941年秋，代表中美两国政府的中央飞机制造公司从美国陆军航空队招募了82名飞行员和359名地勤人员。该大队用来取代苏制SB轟炸機战损消耗后的轰炸力量。包括一名飞行员在内的人数不明的人员乘坐爪哇-太平洋航线的布隆方丹号（Bloemfontein）前往亚洲 。其他飞行员在旧金山报到，并计划于12月10日搭乘洛克希德·哈德逊号出发。道格拉斯DB-7原本计划通过货轮运往非洲，组装后运往中国，但1941年12月7日珍珠港事件导致该计划中止。海上航行的运送轰炸机部件的船只转往澳大利亚，飞机组装重新投入美军服役，大多数人员重新加入美军在澳大利亚或在美国服役。

## 第三志愿大队
第三志愿大队原本像第一志愿大队一样为战斗机大队。 由于第2志愿大队是从美国陆军航空队招募的，因此从1942年初开始，第3志愿大队仅限从美国海军和海军陆战队招募。因美国加入反法西斯联盟参战，该计划取消。